# Stratmoor, Colorado
Stratmoor är en ort (CDP) i El Paso County, i delstaten Colorado, USA. Enligt United States Census Bureau har orten en folkmängd på 6 900 invånare (2010) och en landarea på 7,3 km².